# Life Thru a Lens
Albums de Robbie Williams
I've Been Expecting You
(1998)
Life Thru A Lens est le premier album solo de Robbie Williams.

## Liste des titres
Toutes les chansons sont écrites et composées par Robbie Williams et Guy Chambers, sauf indication contraire.
| No  | Titre                      | Auteur                                                        | Durée |
| --- | -------------------------- | ------------------------------------------------------------- | ----- |
| 1.  | Lazy Days                  |                                                               | 3:54  |
| 2.  | Life thru a Lens           |                                                               | 3:07  |
| 3.  | Ego A Go-Go                |                                                               | 3:34  |
| 4.  | Angels                     |                                                               | 4:24  |
| 5.  | South of the Border        |                                                               | 3:53  |
| 6.  | Old Before I Die           | Robbie Williams, Desmond Child, Eric Bazilian                 | 3:53  |
| 7.  | One of God's Better People |                                                               | 3:33  |
| 8.  | Let Me Entertain You       |                                                               | 4:21  |
| 9.  | Killing Me                 |                                                               | 3:56  |
| 10. | Clean                      | Robbie Williams, Antony Genn, Martin Slattery, Richard Hawley | 3:55  |
| 11. | Baby Girl Window           |                                                               | 3:18  |
| 12. | Hello Sir (titré caché)    | Robbie Williams                                               | 1:27  |

### Singles
- Old Before I Die
- Lazy Days
- South of the Border
- Angels
- Let Me Entertain You